# Hurigny
Hurigny – miejscowość i gmina we Francji, w regionie Burgundia-Franche-Comté, w departamencie Saona i Loara.
Według danych na rok 1990 gminę zamieszkiwało 1429 osób, a gęstość zaludnienia wynosiła 155 osób/km² (wśród 2044 gmin Burgundii Hurigny plasuje się na 155. miejscu pod względem liczby ludności, natomiast pod względem powierzchni na miejscu 975.).